# Casa Lutsch de Sibiu
La Casa Lutsch és un monument històric situat a Plaça gran de Sibiu. Al Repertori Arqueològic Nacional el monument hi apareix amb el codi 143469.91.
L'edifici acull la seu del Fòrum Democràtic d'Alemanys a Romania i la seu de la sucursal del comtat d'UDMR.